# ناندور هیدگ‌کوتی
ناندور هیدگ‌کوتی (به مجاری: Hidegkuti Nándor)(۳ مارس ۱۹۲۲ – ۱۴ فوریهٔ ۲۰۰۲) یک بازیکن فوتبال اهل مجارستان بود.
او در تیم ملی فوتبال مجارستان و تیم طلایی به همراه فرنتس پوشکاش بازی کرده‌است.